# Dolbenmaen
Dolbenmaen est un village et une communauté du Gwynedd, au pays de Galles.

## Géographie
Dolbenmaen est situé dans le sud-est de la péninsule de Llŷn, à 8 km au nord-est de la ville de Porthmadog, sur la route A487 (en).
La communauté de Dolbenmaen comprend aussi les villages et hameaux de Garndolbenmaen (en), Llanfihangel-y-Pennant (en) et Prenteg (en).

## Démographie
Au recensement de 2011, la communauté de Dolbenmaen comptait 1 343 habitants.